# Stadion Miejski w Petach Tikwie
Stadion Miejski – nieistniejący już stadion sportowy w Petach Tikwie, w Izraelu. Istniał w latach 1967–2010. Mógł pomieścić 6900 widzów. Swoje spotkania rozgrywali na nim piłkarze klubów Hapoel Petach Tikwa i Maccabi Petach Tikwa.
W 1961 roku Hapoel Petach Tikwa, grający wówczas na stadionie przy ul. Abrabanela, ogłosił zamiary budowy nowego obiektu. Stadion został otwarty w 1967 roku (pierwszy mecz ligowy rozegrano na nim 28 października 1967 roku: Hapoel Petach Tikwa – Hapoel Hajfa 4:1). Początkowo wybudowano żelbetową trybunę tylko po stronie zachodniej, a naprzeciwko niej stanęła drewniana konstrukcja. Obiekt posiadał też bieżnię lekkoatletyczną, która z czasem zanikła. W latach 80. XX wieku po stronie wschodniej powstała nowa, żelbetowa trybuna. Od 1972 roku swoje spotkania na tym obiekcie rozgrywał również zespół Maccabi Petach Tikwa, dotychczas występujący na stadionie przy ul. Stampfera. Na Stadionie Miejskim dwa mecze towarzyskie zagrała także piłkarska reprezentacja Izraela, 21 listopada 1984 roku z Rumunią (1:1) i 19 grudnia 1984 roku z Luksemburgiem (2:0). W 2010 roku obiekt został jednak zamknięty, a następnie rozebrany. Po opuszczeniu starego stadionu drużyny Hapoelu i Maccabi tymczasowo przeniosły się na stadion Ramat Gan. W grudniu 2011 roku oddano do użytku nowy stadion ha-Moszawa, wybudowany około kilometr na północny zachód od Stadionu Miejskiego, który odtąd gości mecze Hapoelu i Maccabi.